# NGC 2312
NGC 2312 في الفهرس العام الجديد، هو عنقود نجمي، يقع في كوكبة وحيد القرن. اكتشف في 18 يناير 1828 . بواسطة جون هيرشل .

## روابط خارجية
- NGC 2312 على موقع ويكي سكاي: DSS2, SDSS, GALEX, IRAS, Hydrogen α, X-Ray, Astrophoto, Sky Map, Articles and images